# Logrești
Logrești es una comuna ubicada en el distrito de Gorj, Rumania.

## Superficie
Cuenta con una superficie de 68,15 kilómetros cuadrados.

## Demografía
Hasta 2021 la población era de 2341 habitantes, con una densidad de población de 34,35 habitantes por kilómetro cuadrado.